# Taiwan-Oper

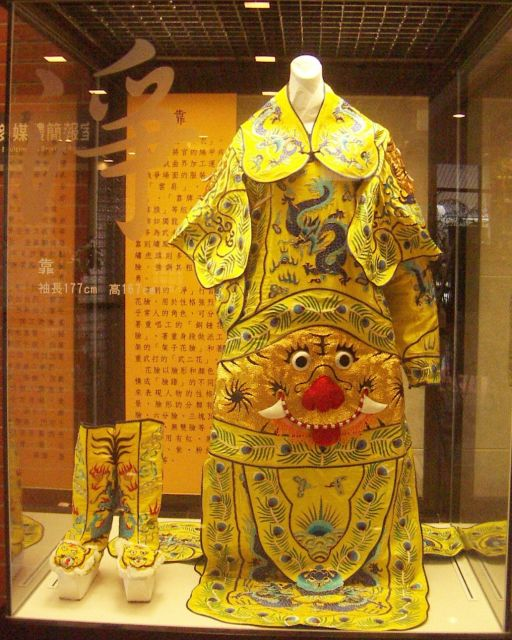
Kleidung aus der Taiwan-Oper

Die Taiwan-Oper  (chinesisch 歌仔戲 / 歌仔戏, Pinyin gēzǐxì, Pe̍h-ōe-jī koa-á-hì) ist die einzige Form des Musik-Dramas, das seinen Ursprung in Taiwan hat und in der Region von Yilan entstanden ist. Seine früheste Form nahm Elemente von Volksliedern aus Zhangzhou an. Die Elemente der Geschichten basieren traditionsgemäß auf Volksgeschichten der Minnan-Region. Die taiwanische Oper fand später Verbreitung in Regionen, in denen Min Nan gesprochen wird. 